# Cephalochilus
Cephalochilus är ett släkte av steklar. Cephalochilus ingår i familjen Eumenidae.
Kladogram enligt Catalogue of Life:
| Cephalochilus | \| \| Cephalochilus draco \| \| \| \| \| \| Cephalochilus labiatus \| \| \| \| |
|               | \| \| Cephalochilus draco \| \| \| \| \| \| Cephalochilus labiatus \| \| \| \| |
|               | Cephalochilus draco                                                            |
|               |                                                                                |
|               | Cephalochilus labiatus                                                         |
|               |                                                                                |